# Industriebahn Lobitos
| Industriebahn Lobitos                                   | Industriebahn Lobitos |
| ------------------------------------------------------- | --------------------- |
| B’1-Dampflok Nr. 2093/1925 der Yorkshire Engine Company |                       |
| Streckenlänge:                                          | 102 km                |
| Spurweite:                                              | 762 mm (Schmalspur)   |
|                                                         |                       |

Die Industriebahn Lobitos umfasste zwei Bahnstrecken in Peru, die zwei Erdöl-Fördergebiete mit dem Pazifik-Hafen von Lobitos verbanden. Dieses kleine Netz war in der Spurweite von 762 mm errichtet.

## Geografische Lage
- Die Teilstrecke Lobitos–Máncora verlief von Lobitos ausgehend parallel zur Küste des Pazifik und war 60 km lang.
- Die Teilstrecke Lobitos–El Tablazo verlief von Lobitos ausgehend in nordöstlicher Richtung 42 km und mit einer erheblichen Steigung ins Hinterland.[2]

## Geschichte
Die Strecken wurden von der Companía Petrolera Lobitos Ltd., einer britischen Firma, errichtet, die die entsprechenden Konzessionen zum Ausbeuten der Ölfelder innehatte. Spätestens 1925 ging die Bahn in Betrieb. 1947 wurden die ursprünglich eingesetzten Dampflokomotiven durch Diesellokomotiven ersetzt. Der letzte Beleg für den Betrieb stammt von 1957. 1958 wurde die Companía Petrolera Lobitos Ltd. von der International Petroleum Company übernommen und der Bahnbetrieb kurz darauf eingestellt.